# Automobili Intermeccanica
Automobili Intermeccanica war ein Hersteller von Automobilen aus den USA.

## Unternehmensgeschichte
Frank Reisner, der vorher Costruzione Automobili Intermeccanica in Italien leitete, und Tony Baumgartner gründeten 1976 das Unternehmen in Santa Ana. 1977 begannen sie mit der Produktion von Automobilen. Der Markenname lautete erneut Intermeccanica. Im ersten Jahr entstanden rund 200 Fahrzeuge. 1979 zahlte Baumgartner Reisner aus.
Classic Motor Carriages übernahm später das Unternehmen. Eine Quelle gibt an, dass die Produktion in den USA 1982 endete. Insgesamt entstanden 608 Fahrzeuge in den USA.

## Fahrzeuge
Das einzige Modell Intermeccanica Speedster war eine Nachbildung des Porsche 356 Speedster. Ein gekürztes Fahrgestell vom VW Käfer bildete die Basis. Darauf wurde eine offene Karosserie aus Fiberglas montiert.